# Eligmoderma minuta
Eligmoderma minuta là một loài bọ cánh cứng trong họ Cerambycidae.